# Euphysora gemmifera
Euphysora gemmifera är en nässeldjursart som beskrevs av Bouillon 1978. Euphysora gemmifera ingår i släktet Euphysora och familjen Corymorphidae. Inga underarter finns listade i Catalogue of Life.